# Celosporium larixicolum
Celosporium larixicolum är en svampart som beskrevs av Tsuneda & Davey 2010. Celosporium larixicolum ingår i släktet Celosporium, ordningen Dothideales, klassen Dothideomycetes, divisionen sporsäcksvampar och riket svampar.   Inga underarter finns listade i Catalogue of Life.